# Carvacrol
Carvacrol, o cimofenol, C₆H₃CH₃(OH)(C₃H₇), és un fenol monoterpenoide. Té gust picant i fa l'olor de l'orenga.

## Presència a la natura
El carvacrol es troba en olis essencials com els d'orenga i farigola (5% i 75%, respectivament) i altres.

## Propietats
El carvacrol inhibeix el creixement de diverses soques de bacteris per exemple Escherichia coli i Bacillus cereus. Es fa servir d'additiu alimentari per prevenir la contaminació bacteriana. En Pseudomonas aeruginosa danya la seva membrana cel·lular i n'inhibeix la proliferació.

## Síntesi i derivats
Síntèticament es prepara carvacrol per la fusió de l'àcid sulfònic de cimol amb potassa càustica i altres mètodes.

## Llista de plantes amb carvacrol
- Origanum compactum[6]
- Origanum dictamnus[7]
- Origaum microphyllum[8]
- Origanum onites[9],[10]
- Origanum scabrum[8]
- Origanum vulgare[11],[12]
- Thymus glandulosus[6]

## Toxicologia
El carvacrol no té molts riscs genotòxics a llarg termini. Pot ser un agent efectiu antimicrobià i antisèptic. 

El carvacrol té activitat antioxidant.